# Daniel Bentley
Daniel Ian Bentley (Basildon, Inglaterra, Reino Unido, 13 de julio de 1993) es un futbolista británico. Juega de portero y su equipo es el Wolverhampton Wanderers F. C. de la Premier League.

## Trayectoria
Formado en las inferiores del Arsenal F. C., fichó por el Southend United en 2008, siendo promovido al primer equipo en la temporada 2009-10. Su primera experiencia como sénior fue durante su préstamo al Braintree Town de la National League South, donde disputó dos encuentros en 2011.
Debutó con el Southend, y en la League Two, el 22 de octubre de 2011 en la victoria por 4-1 sobre el Torquay United. Jugó un total de 141 encuentros de liga por el club hasta la temporada 2015-16, y formó parte del plantel que ganó el ascenso a la League One en 2015.
El 1 de julio de 2016 fichó por el Brentford F. C., entonces equipo de la EFL Championship. Jugó tres años en el club.
Se unió al Bristol City F. C. el 28 de junio de 2019. Fue nombrado capitán del club.

## Clubes
| Club                            | País       | Año       |
| ------------------------------- | ---------- | --------- |
| Southend United F. C.           | Inglaterra | 2009-2016 |
| Braintree Town F. C. (préstamo) | Inglaterra | 2011      |
| Brentford F. C.                 | Inglaterra | 2016-2019 |
| Bristol City F. C.              | Inglaterra | 2019-2023 |
| Wolverhampton Wanderers F. C.   | Inglaterra | 2023-     |

## Palmarés

### Distinciones individuales
| Distinción                                                  | Año     |
| ----------------------------------------------------------- | ------- |
| Southend United: Jugador de la temporada                    | 2014-15 |
| League Two: Equipo del año de la Anexo:PFA Team of the Year | 2014-15 |